# Taenala
Taenala là một chi bọ cánh cứng trong họ Chrysomelidae.
Chi này được miêu tả khoa học năm 1978 bởi Silferberg.

## Các loài
Các loài trong chi này gồm:
- Taenala adumbrata Silfverberg, 1978
- Taenala divisa (Gerstaecker, 1855)